# La Ville menacée
Pour plus de détails, voir Fiche technique et Distribution.
La Ville menacée (Cidade Ameaçada) est un film brésilien réalisé par Roberto Farias, sorti en 1960.

## Synopsis
La vie de Passarinho, criminel brésilien terrorisant São Paulo avec son gang.

## Fiche technique
- Titre : La Ville menacée
- Titre original : Cidade Ameaçada
- Réalisation : Roberto Farias
- Scénario : Alinor Azevedo, Roberto Farias, Norberto Nath et Roberto Santos
- Musique : Gabriel Migliori
- Photographie : Tony Rabatoni
- Montage : Maria Guadalupe
- Production : José Antônio Orsini
- Société de production : Inconfidência Filmes
- Pays :  Brésil
- Genre : Policier
- Durée : 104 minutes
- Dates de sortie : 
  -  France : 1960 (festival de Cannes)

## Distribution
- Reginaldo Faria (en) : Passarinho
- Eva Wilma (en) : Terezinha
- Jardel Filho (en)
- Pedro Paulo Hatheyer
- Ana Maria Nabuco
- Milton Gonçalves (en)
- Mozael Silveira
- Dionísio Azevedo (en) : le chef de la police

## Distinctions
Le film a été présenté en sélection officielle en compétition au Festival de Cannes 1960.